# Parti des peuples africains – Côte d'Ivoire
Le Parti des peuples africains – Côte d'Ivoire (PPA-CI) est un parti politique ivoirien fondé en 2021 dans le sillage du retour en Côte d'Ivoire de l'ancien président Laurent Gbagbo, qui a préféré créer cette nouvelle formation plutôt que de s'efforcer de reprendre la tête du parti qu'il avait créé en 1982 avec son épouse Simone Gbagbo, le Front populaire ivoirien (FPI). Le PPA-CI défend des idées « socialistes, panafricanistes et souverainistes ». Le président du PPA-CI est Laurent Gbagbo.

## Histoire
Lors des élections législatives de 2021, le parti Ensemble pour la démocratie et la souveraineté, une branche dissidente du Front populaire ivoirien (FPI) qui soutient Gbagbo, obtient 18 députés dans une alliance avec le Parti démocratique de Côte d'Ivoire (PDCI). Après la création du PPA-CI, les députés rejoignent tous le PPA-CI dont le groupe à l'Assemblée nationale compte donc 18 députés, ce qui fait du parti la troisième force politique à l'Assemblée.
En juin 2022, se déroule l'élection à la présidence de l'Assemblée nationale. Le PPA-CI, comme le PDCI, choisit d'apporter son soutien à Adama Bictogo, candidat du Rassemblement des houphouëtistes pour la démocratie et la paix (RHDP), le parti au pouvoir. Ce dernier est élu avec 237 voix contre 6 pour Jean-Michel Amankou (PDCI). Ce soutien est présenté comme faisant partie du « processus de réconciliation »,.
En octobre 2022, le secrétaire général du parti, Damana Pickass, annonce que le parti compte 131 580 militants à jour de cotisation.
Les relations avec le pouvoir tenu par le président Alassane Ouattara sont fluctuantes. Le parti participe au dialogue pour mettre en place la réconciliation nationale et fait son entrée à la Commission électorale indépendante. Mais, le régime continue de maintenir la pression sur les militants du PPA-CI. Ainsi en février 2023, Damana Pickass est convoqué par la justice ivoirienne et placé sous contrôle judiciaire. Il est accusé d'être impliqué dans l'attaque d'un camp militaire en avril 2021. Le même mois, le PPA-CI dénonce des interdictions de meetings politiques ainsi que l'arrestation de 31 de ses militants. Ces militants avaient participé à une manifestation de soutien à Damana Pickass en février. 26 d'entre eux sont rapidement jugés et condamnés à 2 ans de prison ferme pour « troubles à l'ordre public »,,. Ces condamnations sont critiquées à la fois par le PPA-CI mais aussi par Amnesty International qui demande la libération des militants PPA-CI et l'annulation de leurs condamnations,. Un procès en appel se déroule le même mois et les militants sont condamnés à 2 ans de prison mais avec sursis,.
En mars 2024, le PPA-CI choisit Laurent Gbabgo comme candidat du parti pour l'élection présidentielle prévue en 2025. Toutefois, Gbagbo est encore inéligible en raison de la suspension de ses droits civiques.

## Organigramme
Le 25 octobre 2021, il est créé un « Conseil stratégique et politique », dont les membres sont :
1. Assoa Adou, président
2. Sébastien Djédjé Dano, 1er vice-président
3. Justin Koné Katinan, 2e vice-président et porte-parole du parti
4. Emmanuel  Auguste Ackah, directeur de cabinet de Laurent Gbagbo
5. Laurent Akoun
6. Massany Bamba, anciennement membre du secrétariat, vice-présidente de l’Organisation des femmes du FPI et députée de Port-Bouët[17]
7. Alphonse Douati, mort le 30 janvier 2022
8. Stéphane Aymar Kipré
9. Richard Kodjo, ex-ambassadeur, mort le 11 janvier 2022
10. Pascal Dago Kokora, membre fondateur du FPI et ancien ambassadeur de Côte d’Ivoire aux Etats-Unis
11. Boubacar Koné, ancien ambassadeur puis directeur du protocole du président Laurent Gbagbo de 2008 à 2011
12. André Kouakou Kouassi, ancien membre du Conseil constitutionnel et conseiller spécial de Laurent Gbagbo, mort le 27 avril 2022
13. Douayoua Lia Bi, ex-conseil général de Sinfra et ex-ministre de la Communication, revenu d'exil en 2019
14. Moïse Lida Kouassi
15. Odette Likikouet Sauyet
16. Marie-Odette Lorougnon
17. Georges Armand Ouégnin

Hubert Oulaye est le président exécutif et Damana Pickass le secrétaire général du parti.
La porte-parole adjointe est Habiba Touré.
Le comité de contrôle est dirigé par Marthe Agoh.
La présidence par intérim de la ligue des femmes a été confiée à Gisèle Yapi Apo, celle de la ligue des jeunes à Lagui Zadé Éden Nova.
Le président de l’inspection générale du PPA-CI est Issa Malick Coulibaly.
Le parti organise une fête annuelle appelée « Fête de la renaissance ».